# NMS Năluca
Le NMS Năluca était un torpilleur de la marine militaire roumaine acquis au titre des dommages de guerre en 1920, avec six autres unités de la classe 250t. Il a d'abord servi dans la marine austro-hongroise en tant que Tb 82 F pendant la Première Guerre mondiale.

## Conception et construction

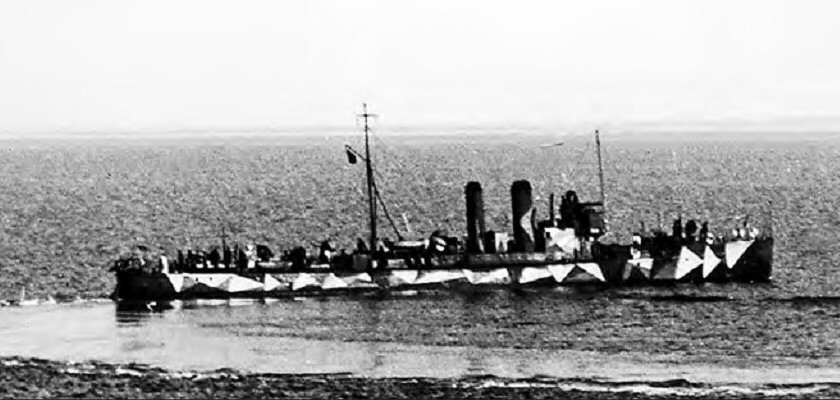
Naluca après 1920

Navire du groupe F de la classe 250t, il a été construit par Ganz & Danubius à Fiume et à proximité de Porto Re, avec le reste de son groupe, entre octobre 1913 et décembre 1916. Sous la désignation 82 F, il a été mis sur cale en 1913, lancé en 1914 et achevé en 1916. Il avait une longueur à la flottaison de 58,5 m, une largeur de 5,8 m  et un tirant d'eau normal de 1,5 m. Alors que son déplacement prévu était de 266 tonnes, il a déplacé environ 330 tonnes à pleine charge. L'équipage se composait de 38 officiers et hommes enrôlés. Ses turbines AEG-Curtiss ont été évaluées à 5.000 cv (3 700 kW) avec une puissance maximale de 6.000 cv (4 500 kW), lui permettant d'atteindre une vitesse maximale de 28 nœuds (52 km/h). Il transportait 20 tonnes de charbon et 34 tonnes de mazout, ce qui lui donnait une portée de 1.200 milles nautiques (2.200 km) à 16 nœuds (30 km/h). 

## Destination
En vertu des dispositions du traité de Saint-Germain-en-Laye, il a été donné en réparation à la Roumanie en 1920, avec six autres bateaux de la même classe. Pendant la Seconde Guerre mondiale, il n'avait plus aucun tube lance-torpilles. Ceux-ci ont été remplacés par des charges de profondeur, son artillerie se composant de deux canons navals de 66 mm et de deux canons anti-aériens de 20 mm. Les charges de profondeur ont été déployées à l'aide d'un lanceur de 400 mm.

## Service
En combattant du côté de l'Axe pendant la Seconde Guerre mondiale, il a été impliqué dans l'opération de pose de mines de la côte bulgare en octobre 1941. 
Le 9 juillet 1941, aidé par les torpilleurs Viscolul et Vijelia , a attaqué le sous-marin soviétique de classe Shchuka Shch-206 près de Mangalia.
Le 28 septembre 1942, Năluca a été attaqué en vain par le sous-marin soviétique de classe Malyutka M-120 près de la côte sud de la Crimée. 
Entre le 26 juillet et le 17 septembre 1943, Năluca a effectué 12 missions d'escorte, entre Constanța et Odessa. Le 27 août, lors de la 8e escorte, son convoi a été attaqué sans succès par sept bombardiers torpilleurs soviétiques. 
Il a été coulé par un avion soviétique, le 20 août 1944.